# Lobelia dentata
Lobelia dentata är en klockväxtart som beskrevs av Antonio José Cavanilles. Lobelia dentata ingår i släktet lobelior, och familjen klockväxter.
Artens utbredningsområde är New South Wales. Inga underarter finns listade i Catalogue of Life.